# Bramasutra
Bramasutra (em sânscrito: ब्रह्म सूत्र; romaniz.: Brahma Sūtra) é um texto em sânscrito, atribuído a Badaraiana ou Viasa, que se pensa ter sido produzido cerca de 400-450, enquanto a versão original pode ter mais antiga e pode ter sido composta entre 500 e 200 a.C.. O texto sistematiza e sumariza as ideias filosóficas e espirituais dos upanixades. É um dos textos fundamentais da escola Vedanta da filosofia hindu.